# Corrado II Trinci
Corrado II Trinci fou fill de Nallo I Trinci. Fou gonfanoner de justícia i capità del poble de Foligno des del 1338, capità del poble d'Orvieto el 1323, podestà de Florència el 1330, governador i capità de Bevagna el 1335, podestà de Castello di Limisano el 1340, capità del poble de Siena i podestà de Foligno el 1341. Va morir el 1343 i va deixar dos fills monjos: Rinaldo i Corrado.